# جزيرة لانجانغ الصغرى
جزيرة لانجانغ الصغرى وهي جزيرة من جزر إندونيسيا، وتقع في إقليم جاكارتا، في بولاو سيريبو ضمن جنوب الجزر الألف.